# 池上電気鉄道の電車
池上電気鉄道の電車（いけがみでんきてつどうのでんしゃ）では、現在の東京急行電鉄池上線を運営していた池上電気鉄道が使用していた電車について解説する。

## 乙号電車

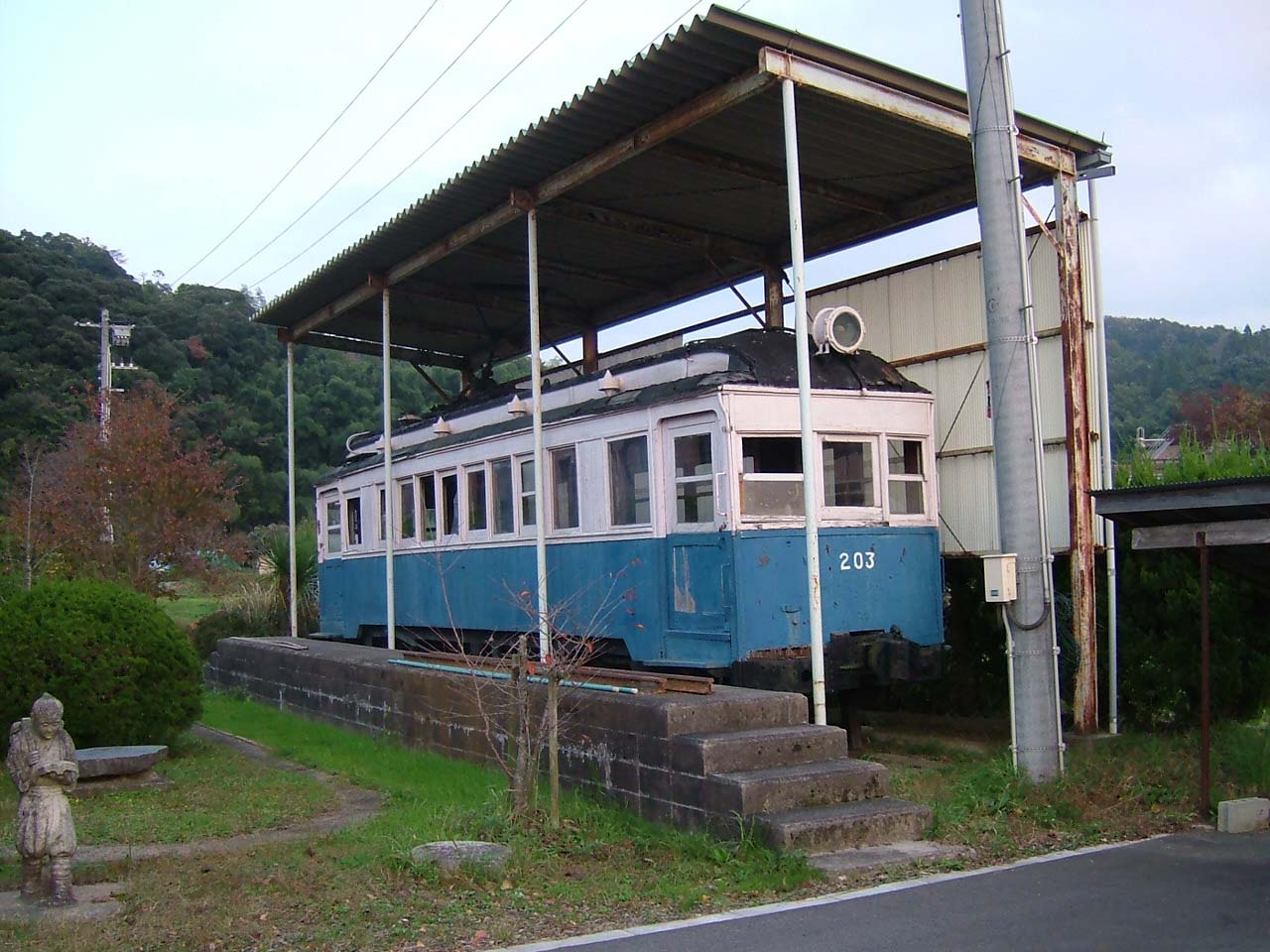
西伯小学校で保存されていた当時の日ノ丸自動車デハ203（元池上電鉄デハ2）

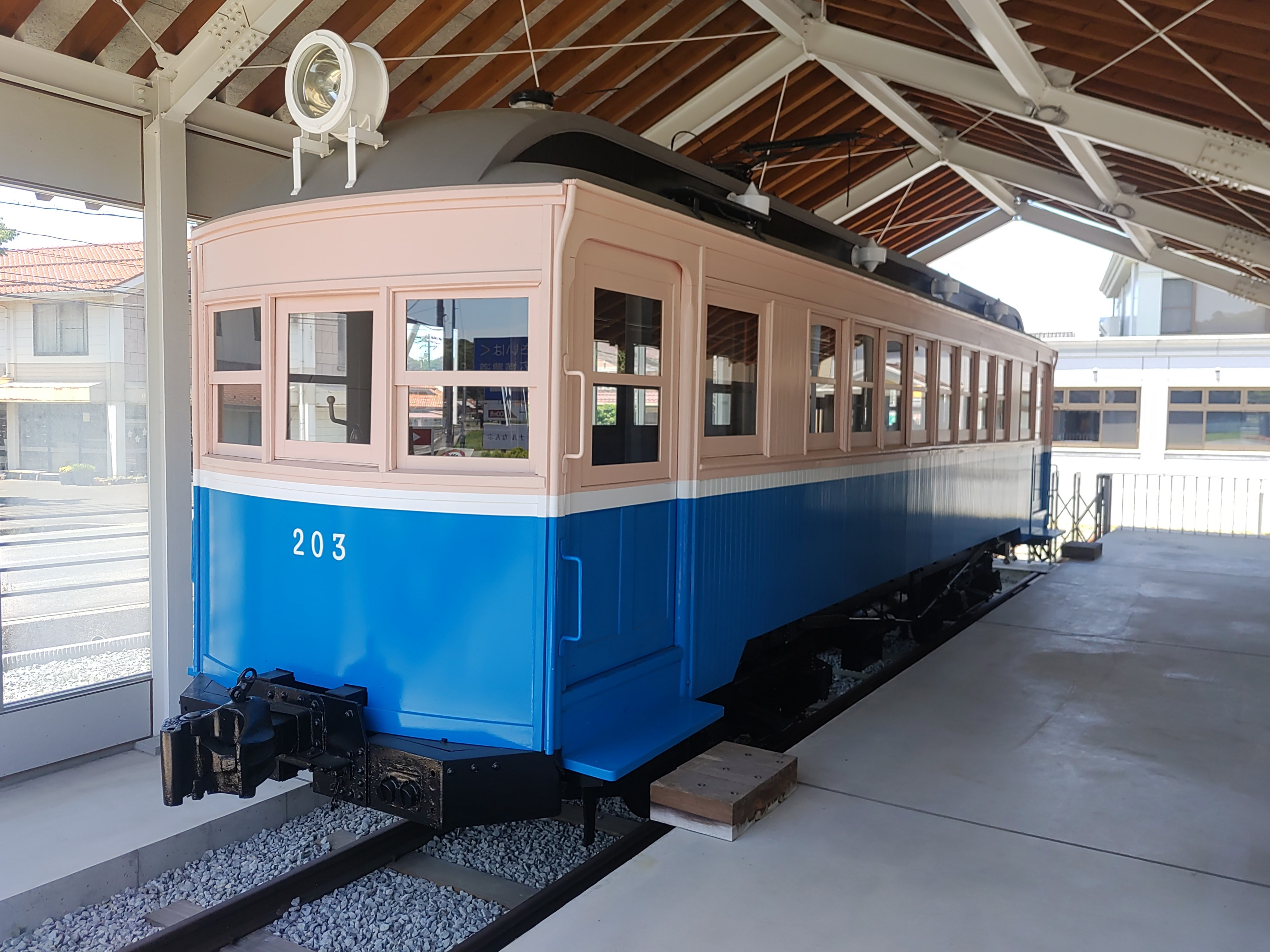
法勝寺電車ひろばで保存されているデハ203

乙号電車（おつごうでんしゃ）は、池上電気鉄道が1922年に2両導入した電車（木造2軸ボギー電動客車）。車両番号はデハ1・デハ2である。現在の東急池上線にあたる路線で使用されたのち、1931年に全車廃車された。
1922年10月6日の池上電気鉄道第1期線池上駅 - 蒲田駅間開業にともない、駿遠電気（後に静岡電気鉄道を経て静岡鉄道）から譲受した車両である。本来は、新造の甲号電車を導入する予定だったが、設計が間に合わず、急遽駿遠電気から22・24号の2両を調達し開業に間に合わせた。池上電気鉄道では乙号電車と称し車両番号はデハ1、デハ2とした。

書類上では1922年5月に日本車輌製造で製造された車両で、新車同然の車両を譲受したことになるが、池上電気鉄道の項にあるように実際は中古車であったとされている。現在の函館市電などでもそうであるが、地方鉄道や軌道系事業者では書類と実車が合わないケースが常態化しており、譲渡された車両が本当に車籍簿通りの新車であったのか確実な証拠はない。
電装品は東洋電機製造製で、主電動機は50馬力のものを2基搭載していた。長さ12m級の小形木造車体で、乗降は前後のオープンデッキから行った。前後に設けたトロリーポール（集電装置）から集電したが、のちにトロリーポール1本・パンタグラフ1個に改造された。連結器は池上電気鉄道入線時には撤去されていた。
後述のデハ200形の導入によって1930年に、伯陽電鉄（後の日ノ丸自動車法勝寺電鉄線）へ貸し出され、同社デハ4・デハ5（1958年にデハ201・デハ203へ改番）となった。その後、1931年には正式に譲渡され、1967年の同線廃線まで使用された。
なお、デハ203（元デハ2）が廃止後は同線の終点法勝寺駅の近隣に位置する、鳥取県西伯郡南部町の南部町立西伯小学校で静態保存されていたが、2011年に「旧日ノ丸自動車法勝寺鉄道車両 附関連資料一括」として鳥取県保護文化財の指定を受けたことから、2012年度 - 2013年度の間に西日本旅客鉄道（JR西日本）後藤総合車両所で後藤工業（JR西日本の関連会社であるジェイアール西日本テクノスの子会社）による復元作業を実施し、修復完了後に一般公開を予定するとした。修復完了後の2015年（平成27年）11月に、西伯小学校隣に位置する南部町公民館さいはく分館に新たに設けられた「法勝寺電車ひろば」で保存・展示を再開している。

## 甲号電車
甲号電車（こうごうでんしゃ）は、池上電気鉄道が1925年に4両導入した電車（木造2軸ボギー電動客車）。車両番号はデハ3 - デハ6である。1934年、池上電気鉄道が目黒蒲田電鉄に合併されるとモハ15形（モハ15 - モハ18）へ改番された。1935年から1938年にかけて全車廃車された。
1922年の池上駅 - 蒲田駅間開業に合わせて導入される予定だったが、間に合わず導入は1925年となった。形式に「甲」が割り当てられているのは上記の理由からとされている。
日本電機車輌に発注して新造されたもので、乙号同様全長11m級、トロリーポール集電の木造小型ボギー車だが、デッキには扉が設置されており、また連結器も備えられている。3・4が1922年、5・6が翌1923年に入線しているが、この両車は車体長やボギーセンター間距離が若干異なり、5・6の方が短い。乙号同様集電装置はトロリーポール2本からトロリーポール1本・パンタグラフ1個に改造されている。
1934年の目黒蒲田電鉄による買収で同社のモハ15形15 - 18となったが、翌1935年に17・18が廃車となり、17は野上電気鉄道に譲渡され同社モハ21、18は越中鉄道（後の富山地方鉄道射水線）へ譲渡され、同社6となっが、同年中に温泉電軌に譲渡されてデハ14となった。温泉電軌への受け渡しが東京横浜電鉄元住吉停車場構内となっており、使用せず転売した可能性が高い。15・16もまた1938年に廃車された後、江ノ島電気鉄道（現・江ノ島電鉄）に譲渡され同社113・114となった。

## 丙号電車
丙号電車（へいごうでんしゃ）は、池上電気鉄道が1926年に2両導入した電車（木造4輪電動客車）。車両番号はデハ11・デハ12である。1933年に全車廃車された。
乙号に続いて1923年に増備された日本車輌製の静岡電気鉄道からの譲受車だが、乙号がボギー車であるのに対し丙号は全長8m級の四輪単車である。譲受時点で既に相当な老朽車であったため、他の車両が揃うと早々に休車となり車庫で放置されていた。1933年に廃車となった。

## デハ20形
デハ20形電車（デハ20がたでんしゃ）は池上電気鉄道が1927年に10両導入した電車（木造2軸ボギー電動客車）。1934年、池上電気鉄道が目黒蒲田電鉄に合併されるとモハ30形へ改番された。のちに全車が鋼体化改造を受け、1936年に4両がサハ1形へ、1937年から1940年にかけて6両がモハ150形となった（両形式とも東急3300系電車参照）。なお、目黒蒲田電鉄は1939年に東京横浜電鉄へ商号変更している。
20 - 29の10両。1927年に鉄道省から木造省電デハ6310形6310 - 6317・6320・6321の払い下げを受けたもの。全長16m級で、池上初の中型車となった。目蒲による買収後はモハ30形（2代）30 - 39となり、後の鋼体化により1936年に36 - 39がサハ1形1 - 4に、30 - 35が1937年、1940年の2回に分けてモハ150形152・154・155・159 - 161となった。

## デハ100形・デハ200形
デハ100形電車（デハ100がたでんしゃ）は池上電気鉄道が1928年に5両導入した電車（半鋼製2軸ボギー電動客車）。この節では池上電気鉄道が1930年に3両導入した電車（半鋼製2軸ボギー電動客車）デハ200形電車（デハ200がたでんしゃ）についても記述する。
白金・品川方面への延伸計画時にデハ100形を導入、2年後の1930年にデハ200形が増備された。1934年、池上電気鉄道が目黒蒲田電鉄に合併されるとデハ100形はモハ120形、デハ200形はモハ130形へ改番された。
1939年、目黒蒲田電鉄は東京横浜電鉄へ商号変更。さらに1942年には東京急行電鉄（大東急）へ商号変更し、同時にモハ120形・モハ130形ともにデハ3250形へ改番された。その後、1947年から1949年にかけて全車廃車された。
デハ100形は101 - 105の5両、デハ200形は201 - 203の3両。デハ100形は、1928年に汽車会社で製造された池上初の半鋼製車で、両運転台型17m級の3扉車である。

両形式はもともと同形車として計画されたが、貫通形だった前面が非貫通形になるなど車体構造に若干の設計変更が行われたため、1930年に竣功した3両は別形式のデハ200形となった。1934年の目蒲による買収時にも全車引き継がれ、デハ100形はモハ120形120 - 124、デハ200形はモハ130形130 - 132に改番。そして大東急発足時に両形式が統合されてデハ3250形3251 - 3258となり、東急3000系列の一員となった。
池上から引き継いだデハ3250形は制御器に弱点があった。旧東横・目蒲系の電車は、アメリカのGEが開発したPC系制御器の流れを汲む日立製作所MMCや国鉄型CS-5などの制御器を搭載し、比較的自由に連結が可能であったが、池上引き継ぎの本形式のみはイギリスのイングリッシュ・エレクトリック系のデッカー式制御器を搭載していたため、互換性を欠いて他車と併結できず、運用面での使い勝手は良くなかった。
このため、終戦後に3700系などの運輸省規格形車両やモハ63形、国電の戦災損傷車両を割り当てられ大量購入したのと引き換えに、大手私鉄各社に課せられた地方私鉄への車両供出命令に乗じて早々に整理対象となり、1948年から翌1949年にかけて全車が地方私鉄へ譲渡され、3251・3252が静岡鉄道クモハ16・17、3253・3258が庄内交通デハ103、101、3254 - 3257が京福電気鉄道福井支社（現・えちぜん鉄道）ホデハ304、301 - 303となった。
いずれの鉄道会社でも、比較的大型の半鋼製車であったことから主力車として重用され、特に静岡鉄道では1969年に大規模な更新修繕が行われ、窓配置はそのままに片運転台、ノーシル・ノーヘッダー、バス窓、鋼板張り上げ屋根となり、前面も300形などと同様になるなど大幅にイメージチェンジした。しかし1975年に庄内交通の2両は鉄道線廃止と運命を共にし、静岡鉄道の2両も1000形の増備により更新後わずか6年で廃車となった。最後まで残った京福電鉄の4両も老朽化のため1978年4月に全車廃車となり、その生涯を終えた。

## デト1形
1928年に蒲田車輛で製造された四輪単車の無蓋電動貨車。デト1の1両のみが存在したが、入籍していなかったとも言われている。